# Domenico Morosini
Domenico Morosini, Marin Morosini – doża Wenecji od 1148 do 1156.